# Лопушанский, Владимир Николаевич
Владимир Николаевич Лопушанский (настоящая фамилия — Гомич-Лопушанский); 16 ноября 1903, Ходоров, Австро-Венгрия — 27 марта 1987, Львов) — украинский писатель, редактор, драматург.

## Биография

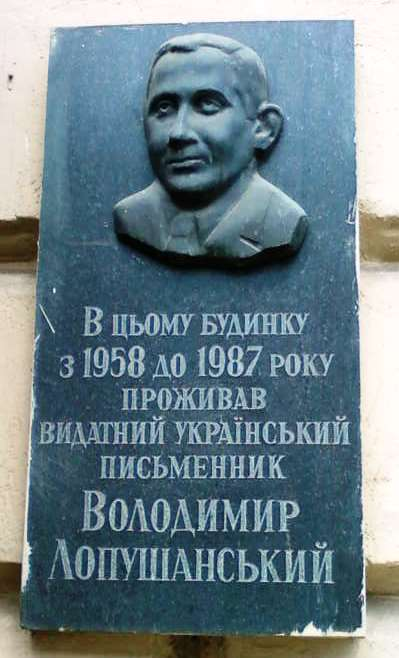
Мемориальная доска В. Лопушанского во Львове

В 1929 окончил Львовский университет, одновременно до 1930 года обучался в школе подхорунжих, с 1927 редактировал и издавал газету «Літературні вісти», затем — редактор газеты «Неділя». Сотрудничал с издательством «Червона Калина» (Львов), в котором опубликовал ряд книг военной тематики.
В 1934—1941 жил в г. Хелм, где основал и руководил работой украинского книжного магазина.
Автор ряда исторических произведений: повести «У споконвічному вирі: повісті з часів визвольних змагань 1914—1920 рр.» (1927; инсценизирована в 1936 под названием «Встоятись не було сили»), «Гомін душі», «Перемога. Повість з визвольної війни» (обе 1939), «Обжаловую» (1939), драмы «Ой біда, біда чайці небозі» (1936; все — Львов), в которых рассказал об участии галичан в Первой мировой войне, воссоздал историю Легиона украинских сечевых стрельцов. Пьесы «Садок вишневий коло хати. Чорна колиска» (1936) и «Чорна колиска. У кріпацькій тьмі» (1937) посвятил жизни и творчеству Тараса Шевченко.
В 1944 вернулся во Львов. В 1952 был арестован по обвинению в антисоветской деятельности, осуждён на 10 лет заключения.

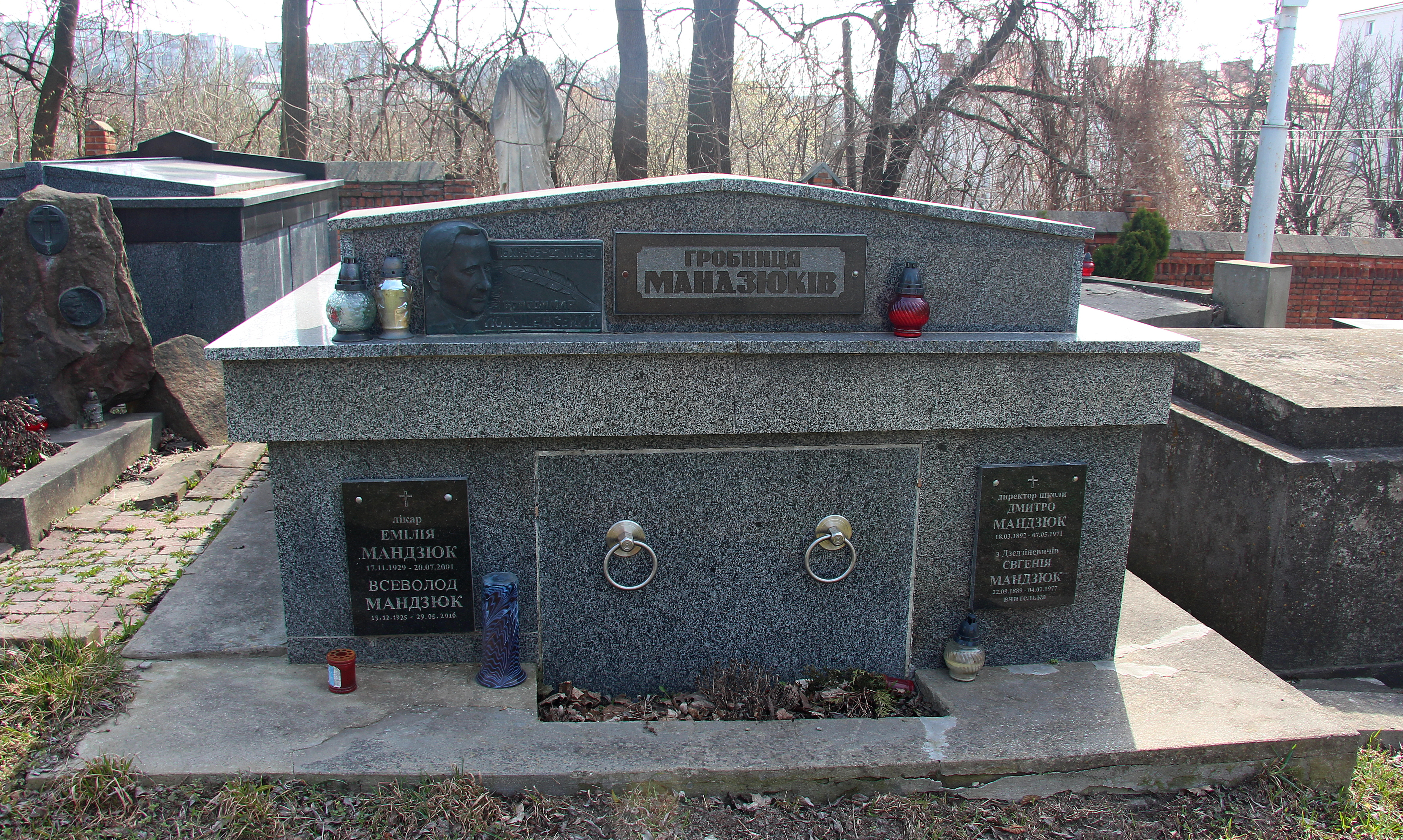
Могила Лопушанского В. Н. на Лычаковском кладбище

Реабилитирован в 1956 году. Умер во Львове в 1987 г., похоронен на Лычаковском кладбище.
На доме, где в 1958—1987 годах жил писатель, установлена мемориальная доска.